# Githa Michiels
Githa Michiels (* 28. März 1983 in Edegem oder Ekeren) ist eine ehemalige belgische Mountainbikerin, die im Cross-Country aktiv war.

## Sportlicher Werdegang
Michiels fing im Alter von 16 Jahren mit Mountainbiken an. Aus ihrer Junioren- und U23-Zeit sind nur wenige Resultate bekannt. 2006, mit 23 Jahren, wurde sie bei den belgischen Meisterschaften im olympischen Cross-Country (XCO) Zweite, 2008 siegte sie erstmals und wurde auch Meisterin im Marathon (XCM).
Von 2012 bis 2019 gewann sie die belgischen Meisterschaften in ununterbrochener Reihenfolge. Sie vertrat Belgien im olympischen Mountainbikerennen 2016, wo sie nach einem frühen Sturz auf dem 21. Platz endete. 2018 und 2019 hatte sie ihre erfolgreichste Periode: Sie stand im UCI-Mountainbike-Weltcup viermal in den Top 10, holte die Bronzemedaille bei den Mountainbike-Europameisterschaften 2018 und erzielte mit dem 11. Platz bei den Mountainbike-Weltmeisterschaften 2018 ihre beste Platzierung bei einer WM. Im olympischen Mountainbikerennen 2021 hatte sie erneut Sturzpech und endete nach Überrundung auf dem 33. Platz.
Nachdem die belgischen Meisterschaften 2020 abgesagt worden waren, musste Michiels 2021 erstmals Emeline Detilleux den Vortritt lassen. Im Frühjahr 2022 wurde ihre Saison durch eine Blinddarmentzündung unterbrochen. 2023, mit 40 Jahren, kündigte Michiels den Rücktritt von ihrer aktiven Sportkarriere an, den sie nach dem Weltcup von Vallnord im August vollzog. Ende 2023 übernahm sie einen Posten als Teamleiterin bei einem belgischen Mountainbike-Team.
Außer bei belgischen Meisterschaften erzielte Michiels rund 40 Siege bei internationalen UCI-Rennen, darunter 2017 im Etappenrennen Cyprus Sunshine Cup. Bei belgischen Meisterschaften stand sie von 2008 bis 2023 bei jeder Ausgabe auf dem Podium. Außer der Bronzemedaille 2018 erzielte sie bei den Europameisterschaften 2014, 2019 und 2021 jeweils Top-Ten-Platzierungen.
Im Straßenradsport fuhr Michiels zwischen 2017 und 2023 einige Einsätze mit der Nationalmannschaft bei kleineren Etappenrennen. Sie nahm an den Straßenradsport-Weltmeisterschaften 2018 teil und wurde 50. im Straßenrennen. Im Winter fuhr sie gelegentlich Cyclocross-Rennen und war 2014 und 2015 jeweils Dritte der belgischen Meisterschaften; bei den Cyclocross-Weltmeisterschaften 2014 wurde sie 20. Ihr bestes Ergebnis im UCI-Cyclocross-Weltcup war ein 13. Platz in Valkenburg 2014.

## Erfolge
2008
 Belgische Meisterin – XCO, XCM
2012
 Belgische Meisterin – XCO, XCE
2013
 Belgische Meisterin – XCO, XCE
2014
 Belgische Meisterin – XCO
2015
 Belgische Meisterin – XCO
2016
 Belgische Meisterin – XCO
2017
 Belgische Meisterin – XCO
2018
 Belgische Meisterin – XCO
 Europameisterschaften – XCO
2019
 Belgische Meisterin – XCO